# Tradicijska okućnica, Žlebec Gorički
Tradicijska okućnica, Žlebec Gorički, građevina u mjestu Žlebec Gorički, u općini Marija Gorica, zaštićeno kulturno dobro.

## Opis
Kuća i pripadajući gospodarski objekti prema načinu gradnje i materijalu karakteristični su za marijagorički kraj i do danas su očuvani u neizmjenjenom obliku. Pripadajući inventar je rad seoskih majstora i dio je tradicijske kulture te s kućom predstavlja cjelinu karakterističnu za razdoblje druge polovice 19. i početka 20. stoljeća.

## Zaštita
Pod oznakom Z-4758 zaveden je kao nepokretno kulturno dobro - pojedinačno, pravna statusa zaštićena kulturnog dobra, klasificirano kao "sakralna graditeljska baština".